# Medvidovića Draga
Medvidovića Draga falu Horvátországban Split-Dalmácia megyében. Közigazgatásilag Imotski községhez tartozik.

## Fekvése
Splittől légvonalban 64, közúton 88 km-re keletre, Makarskától légvonalban 23, közúton 40 km-re északkeletre, községközpontjától 2 km-re délkeletre, a dalmát Zagora területén, Imotska krajina középső részén, az Imoti mezőn, a 60-as számú főút mentén, a bosnyák határ mellett fekszik.

## Története
A település nevét a Medvidović családról kapta, mely a történeti források szerint a hercegovinai Popova poljáról származik. A család feltehetően a török alóli felszabadulás után vándorolt be Imotska krajina északi területeire,  melyet  a velencei-török háborút lezáró pozsareváci béke vágott ketté 1718-ban. Ezután északkeleti része Hercegovinához, a többi rész pedig a Velencei Köztársaság fennhatósága alá tartozott. A velencei uralomnak 1797-ben vége szakadt és osztrák csapatok vonultak be Dalmáciába. 1806-ban az osztrákokat legyőző franciák uralma alá került, de Napóleon lipcsei veresége után 1813-ban újra az osztrákoké lett. 1918-ban az új szerb-horvát-szlovén állam, majd később Jugoszlávia része lett. 1941 áprilisában a Független Horvát Állam része, majd 1943. szeptemberétől 1944 októberéig német megszállás alatt volt. A háború után a szocialista Jugoszláviához került. Lakosságát csak 1971-től számlálják önállóan. 1991 óta a független Horvátországhoz tartozik. 2011-ben a településnek 385 lakosa volt.

## Lakosság
| Lakosság változása | Lakosság változása | Lakosság változása | Lakosság változása | Lakosság változása | Lakosság változása | Lakosság változása | Lakosság változása | Lakosság változása | Lakosság változása | Lakosság változása | Lakosság változása | Lakosság változása | Lakosság változása | Lakosság változása | Lakosság változása |
| ------------------ | ------------------ | ------------------ | ------------------ | ------------------ | ------------------ | ------------------ | ------------------ | ------------------ | ------------------ | ------------------ | ------------------ | ------------------ | ------------------ | ------------------ | ------------------ |
| 1857               | 1869               | 1880               | 1890               | 1900               | 1910               | 1921               | 1931               | 1948               | 1953               | 1961               | 1971               | 1981               | 1991               | 2001               | 2011               |
| 0                  | 0                  | 0                  | 0                  | 0                  | 0                  | 0                  | 0                  | 0                  | 0                  | 0                  | 229                | 323                | 377                | 382                | 385                |

(1857 és 1961 között lakosságát Glavina Donjához számították.)